# Berner Marsch
Der Berner Marsch oder Bernermarsch, mit vollem Namen Alter Berner Marsch oder Alter Bernermarsch (eigentlich «Marsch der alten Berner»), frz. La Marche de Berne, ist die Hymne des Kantons Bern. Sie hat dabei keinen offiziellen Status, wird aber dennoch an offiziellen Anlässen gespielt.
Die älteste Dokumentation der Melodie des Berner Marsches stammt aus dem Musik-Buch des Samuel Joneli von Boltigen aus dem Jahre 1791. In dieser Handschrift ist die Melodie noch als Marche de Soleure («Solothurner Marsch») aufgezeichnet.
Der Berner Marsch wurde als militärischer Marsch beim bernischen Widerstand gegen den Franzoseneinfall von 1798 gespielt, namentlich bei der Schlacht von Neuenegg,
und wurde danach zum Symbol für den Widerstand gegen die napoleonische Helvetische Republik und für die Wiederherstellung des Ancien Régime.
In den 1880er Jahren war die Melodie als Kandidat für eine neue Schweizer Nationalhymne im Gespräch.
Der Berner Marsch findet Erwähnung im Roman O żołnierzu tułaczu («Vom herumirrenden Soldaten») von Stefan Żeromski (1896).
Marcel Geros Stück Berner Marsch wurde 1948 am Zürcher Schauspielhaus uraufgeführt.
Im Septett für Blasinstrumente (1948/49) von Paul Hindemith wird der Berner Marsch im 5. Satz original zitiert.
In Friedrich Dürrenmatts Der Verdacht (1951/2) gibt es eine Szene, in welcher der betrunkene Kommissär Bärlach den Berner Marsch singt.
Der Berner Marsch wird an den Spielen des Schlittschuhclubs Bern (SCB) vor dem Match gespielt.

## Text
Die Melodie gilt als «alter nationaler Militärmarsch der Berner Söldner, dann der Berner Soldaten». Der nun traditionelle unterlegte Text stammt aus dem 19. Jahrhundert.
Die erste Zeile wird unterlegt mit nicht-verbalem träm, träm, trämdiridi (Varianten: trärididi, träridiri, trädiridi, träderidi).
Der traditionelle Text lautet wie folgt:
| 1. Alli Manne standet y! Die vo’r Emme, die vo’r Aare Stark und frei i Not und G’fare Alli Manne standet y! 2. Mir wei freyi Schwycer sy! Rüeft üs d's Land zum Schutz a d'Grenze Lue wi d'Auge all'ne glänze Mir wei freyi Schwyzer sy! 3. Üse Mutz isch gärn der by Stellet ne a d'Spitzi füre Sapperment er stieret düre... Üse Mutz isch gärn der by. | 1. Alle Mann, reiht euch ein! Jene von der Emme, jene von der Aare: Stark und frei in Not und Gefahren. Alle Mann, reiht euch ein! 2. Wir wollen freie Schweizer sein! Ruft uns das Land zum Schutz an die Grenze; Schau, wie allen die Augen leuchten. Wir wollen freie Schweizer sein! 3. Unser Bär ist gern dabei! Stellt ihn nach vorne an die Spitze; Sakerment, er setzt es durch. Unser Bär ist gern dabei! |

Es sind zahlreiche spielerische, scherzhafte oder politische Textvarianten belegt, etwa
Träm, träm, trädiridi, Mueter morn mues g’chüechlet si
Träm, träm, trämdiridi, Rösti und Späck im Häfeli.
Träm, Träm, trädiridi, Drü mal drü isch siebe g’si
Träm, Träm, trädiridi, üsi Chatz mues gmetzget si, mit em Pänggu hinger d'Ohre, dass si päägget wie ne Moore.
Träm, träm, ttädiridi, D’Bahne müesse-n-üser-si! (Gründung der SBB 1902)
Ulrich Dürrenmatt zitierte 1880 den Text der ersten Strophe in seiner  Berner Volkszeitung.
Nach den Wahlen von 1878, worin die regierende radikale Partei eine empfindliche Niederlage einsteckt hatte, dichtete Dürrenmatt ausserdem einen Neuen Bernermarsch; als Antwort kursierte daraufhin in radikalen Kreisen des Oberaargaus ein Buchsimarsch.
Das Berner Kantonsparlament verwarf am 3. Februar 2000 mit 118 zu 10 Stimmen einen Vorstoss der damaligen Grossrätin Elisabeth Gilgen (SP), die eine «Änderung des Texts» forderte. Gilgen stiess sich am martialischen Text. Die Regierung erklärte sich als nicht zuständig, da es sich beim Berner Marsch nicht um eine offizielle Hymne handle.